# سوارم (تطبيق)
سوارم (بالإنجليزية: Swarm)‏ تطبيق محمول للأجهزة العاملة بأنظمة آي أو إس، أندرويد وويندوز فون 8.1 يسمح للمستخدمين لمشاركة مواقع تواجدهم الجغرافية مع شبكتهم الإجتماعية. خارجًا من التطبيق القديم فورسكوير، يسمح سوارم للمستخدمين من عملية التحقق باسم (check-in) لإعطائهم الموقع الجغرافي، كما يسمح بوضع خطط مستقبلية مع الأصدقاء ورؤية من في الجوار.
سوارم هو تطبيق مرافق لفورسكوير 8. بيانات المواقع الجغرافية والتحقق (تشيك-إن) المُجمعَّة في سوارم تستخدم لتحسين توصيات المستخدم في فورسكوير. شق التحقق والمواقع الجغرافية العامة تتم مشاركتها منفصلةً في تطبيق سوارم المصمم ليركز تطبيق فورسكوير الرئيسي استكشاف واكتشاف معلومات على المواقع الجغرافية، بشكل موضة يلب. يدعم سوارم عمليات التحقق مرفقةً بالصور أو الملصقات، ونشر عمليات التحقق في شبكات أخرى مثل فيسبوك أو تويتر.
سوارم له طريقة تنافسية أكثر في عملية التحقق مقارنة بتطبيق فورسكوير، مثل الشارة، النقاط وومنافسة جميع المستخدمين بالخدمة للحصول على لقب «العمدة» لمكانٍ ما.

## سمات
أطلق سوارم لأجهزة آي أو إس وأندرويدفي 5 مايو 2014. فيما أطلقت نسخة التطبيق لنظام ويندوز فون 8.1 في 13 أغسطس من العام نفسه. ضامًا عددًا من المزايا لم تكن موجودة سابقًا في فورسكوير:

### مشاركة الحي وعمليات التحقق
على عكس النسخة السابقة لفورسكوير، سوارم لا يطلب من المستخدم «التحقق» من أجل تبادل مواقع تواجدهم مع أصدقائهم - ميزة جديدة تدعى 'مشاركة الحي' بامكانها باستمرار مشاركة الموقع الجغرافي العام للمستخدم في الخلفية. بدلاً من التحديد الدقيق لموقع المستخدم على الخريطة، 'مشاركة الحي' تحفظ الموقع الجغرافي للمستخدم عمدًا «غير واضح»، ومشاركة المسافة فقط بعيدًا، وتقريبي للحي أو المنطقة، مع أصدقائه. 'مشاركة الحي' يمكن أن تكون مفعلّة أو مخفية في أي وقت بواسطة التمرير لليمين على الشريط الأصفر أعلى شاشة التطبيق.
إذ أراد مستخدم التطبيق مشاركة موقعه الجغرافي بشكل أدق، يستطيع إجراء عملية تحقق «تشيك إن» لمكان معين وسيتم مشاركة هذا الموقع الجغرافي مع أصدقائه. بوسع المستخدمون كتابة رسائل مع عمليات تحققهم والإشارة (أو التحقق) لأصدثائهم في المكان المعني معهم. كما بالإمكان ضم الصور، كما نشر عملية التحقق عبر تويتر أو الفيسبوك. موقع المستخدم الجغرافي يُشَارَك فقط مع أصدقائه بالخدمة، إلا في حال قرر مشاركة عملية تحقق مع أصدقائه على الفيسبوك أو متابعيه على تويتر.
موقع المستخدم الجغرافي لا يشارك أبدًا للعامة - فقط في حال تم مشاركته مع الأصدقاء في سوارم، بإستثناء إذا اختار مشاركته على الفيسبوك أو تويتر.

### خطط
قدمّ سوارم في 2014 سمة جديدة تدعى خطط تسمح للمستخدمين إرسال رسالة جماعية حيث تُرى من قبل جميع الأصدقاء الذين في الجوار. الغرض منها تسهيل اللقاءات الجماعية. في 2015 ألغيت الإضافة بسبب معدل اعتماد منخفض نسبيًا.

### ملصقات
أضاف سوارم الملصقات كميزةً جديدة غير موجودة في فورسكوير - ملصقات بوسع المستخدم إلحاقها في عمليات تحققه لإضافة سريعة تعبّر عن شعوره أو ما يقوم به. ملصقات جديدة يمكن أن تفتح وتتاح للإستخدام كلما كانت عمليات التحقق للمستخدم لأنواع مختلفة من الأماكن.

### عمدة 2.0
علاقة العمدة في فورسكوير أعيد تصورها في سوارم. بدلاً من التنافس مع جميع من بالخدمة ليصبح «عمدة» المكان، المستخدمون الآن يتنافسون فقط مع أصدقائهم. إذا كان المستخدم وأصدقائه قد قاموا بعملية تحقق لذات المكان، الشخص الذي كان بالمكان معظم الآونة الأخيرة يحصل على ملصق التاج. العمدة 2.0 تعني أن ذلك المكان يمكن أن يكون له عدة عُمَد مختلفون، واحد لكل دائر أصدقاء، بدلاً عمدة واحد فقط لكل مكان.

### تاريخ البحث
مكنَّ سوارم المستخدم من البحث عن عمليات تحققه السابقة من صفحة لاحة المستخدم. المستخدمين بوسعهم البحث بواسطة المكان، المدينة أو بواسطة نوع المكان، كما بوسعهم البحث عن الأشخاص الذين قد قاموا بعمليات تحقق معهم في الماضي.

## الإستقبال
سي إن إي تي وصف التطبيق «بالخطوة الجريئة»، وأثنى على إزالة بعض «الفوضى» لفورسكوير والتركيز على السماح للمستخدم «رؤية مكان تواجد الأصدقاء بسرعة ووضع الخطط». منذ إطلاقه، عانى سوارم رد فعل سيء من بعض مستخدمي فورسكوير، الذين اشتكوا افتقره لعناصر التحفيز، والحاجة لتنزيل تطبيقين لما يمكن إستخدامه في تطبيق متصل واحد.

## روابط إضافية
- الموقع الرسمي
- ما هو سوارم؟, مركز المساعدة - فورسكوير (بالإنجليزية)